# Ludvig Nobel
Ludvig Immanuel Nobel (Stockholm, 27 juillet 1831 - Cannes, 12 avril 1888) fut un ingénieur et entrepreneur suédois et russe. L'un des membres les plus prééminents de la famille Nobel, il est le fils d'Immanuel Nobel (lui aussi ingénieur) et le frère d'Alfred Nobel (fondateur des prix Nobel). Il fonda et dirigea Branobel, une compagnie pétrolière à Bakou, laquelle arriva à produire 50 % du pétrole mondial. On lui crédite le mérite d'avoir créé l'industrie pétrolière russe.

## Biographie

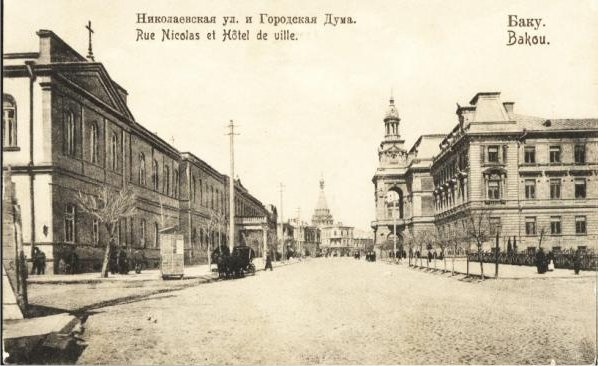
Bakou vers 1900.

En 1859, quand Ludvig a 28 ans, les créanciers de son père lui donnent la direction technique de l'entreprise de la famille, Fonderies et Ateliers Mécaniques Nobel fils, une fabrique d'équipements de guerre tels que des mines et des moteurs à vapeur. La compagnie traverse une grave crise financière à la fin de la Guerre de Crimée, due à une coupe sévère du budget militaire ordonnée par le nouveau tsar Alexandre II, et, en 1862, la firme d'Immanuel est finalement vendue par ses créanciers.
Pourvu de fonds qu'il avait réussi à économiser, Ludvig ouvre une nouvelle compagnie, la Fabrique de machines Ludvig Nobel qui commence par produire des obus et devient en peu d'années l'usine d'armement la plus importante de Russie.
Pendant qu'il s'occupait de la fabrique à Saint-Pétersbourg, il demanda a son frère aîné, Robert Nobel, d'exploiter le sud de la Russie à la recherche de bois pour produire des crosses d'armes pour l'empereur. Au lieu de trouver du bois, Robert trouva du pétrole et les deux frères fondent une raffinerie à Bakou en 1876. En 1879, Ludvig avait déjà transformé l'affaire initiale en une compagnie commerciale importante, Branobel, dont le capital de 3 millions de roubles était réparti de la manière suivante : 53,7 % à Ludwig Nobel, 31,0 % au baron Peter von Bilderling, 4,7 % à I.J. Zabelskiv, 3,8 % et 3,3 % aux frères Alfred et Robert Nobel, 1,7 % au baron  Alexandre von Bilderling.
Ludvig Nobel inventa le pétrolier et fit bâtir le premier oléoduc d'Europe[réf. nécessaire]. Les États-Unis avaient été en avance par rapport à la Russie dans le domaine de l'industrie pétrolière avant 1880, mais les rôles furent inversés en plusieurs aspects par Nobel. Il manquait à l'industrie pétrolière le savoir-faire et la méthodologie scientifique. Nobel établit donc des laboratoires de recherche chimique à Bakou. Des dizaines d'hommes de science furent employés pour trouver de nouvelles manières de traiter le pétrole et pour développer des produits dérivés du pétrole. 
Le premier pétrolier du monde est le Zoroastre, de Ludvig Nobel. Il en dessina les plans à Lindholmen-Motala en Suède avec Sven Almqvist. Le contrat de construction fut signé en janvier 1878 et le Zoroastre fit son premier voyage à la fin de cette même année, de Bakou à Astrakhan. Le projet fut amplement étudié et copié, Nobel ayant refusé d'en faire enregistrer les brevets. En octobre 1878, il commanda deux autres pétroliers: le Bouddha et le Nordenskjöld. 

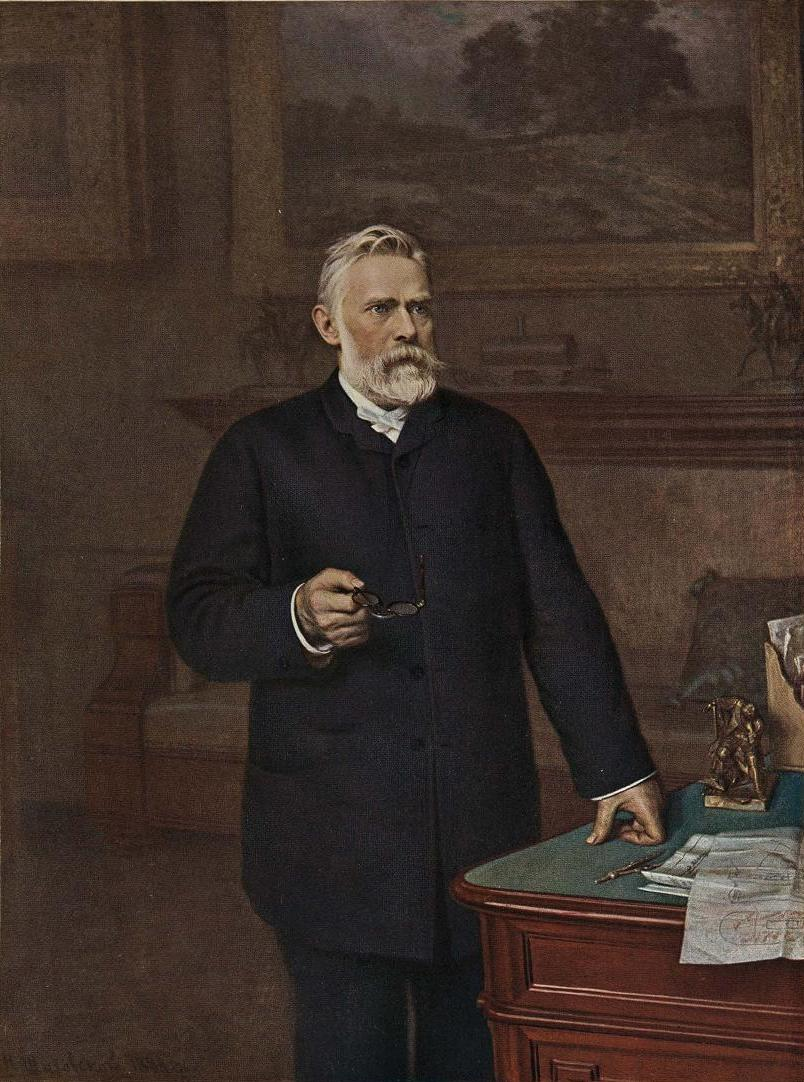
Portrait de Ludwig Nobel.

Nobel fut aussi un grand humaniste, plein d'idées et de projets. Il introduisit l'idée de partage du profit et travailla activement à l'amélioration des conditions de travail dans ses usines. Son approche humaniste et sociale était unique à l'époque. En 1885 il fonda une banque coopérative, la Sparkasse, pour ses ouvriers et des espaces de loisir furent créés  pour les ouvriers à Bakou, comme des salles de billard, des bibliothèques et des salles de conférence pour des débats. il fit construire des maisons pour ses ouvriers près de sa propriété, la villa Petrolea, et leur mit à disposition un bateau pour effectuer le trajet entre la ville et le quai d'usine. La compagnie fit des donations à des écoles et subventionna un hôpital. Ludvig et Robert créèrent un grand parc, qui existe encore, à Bakou, près de la villa Petrolea. 

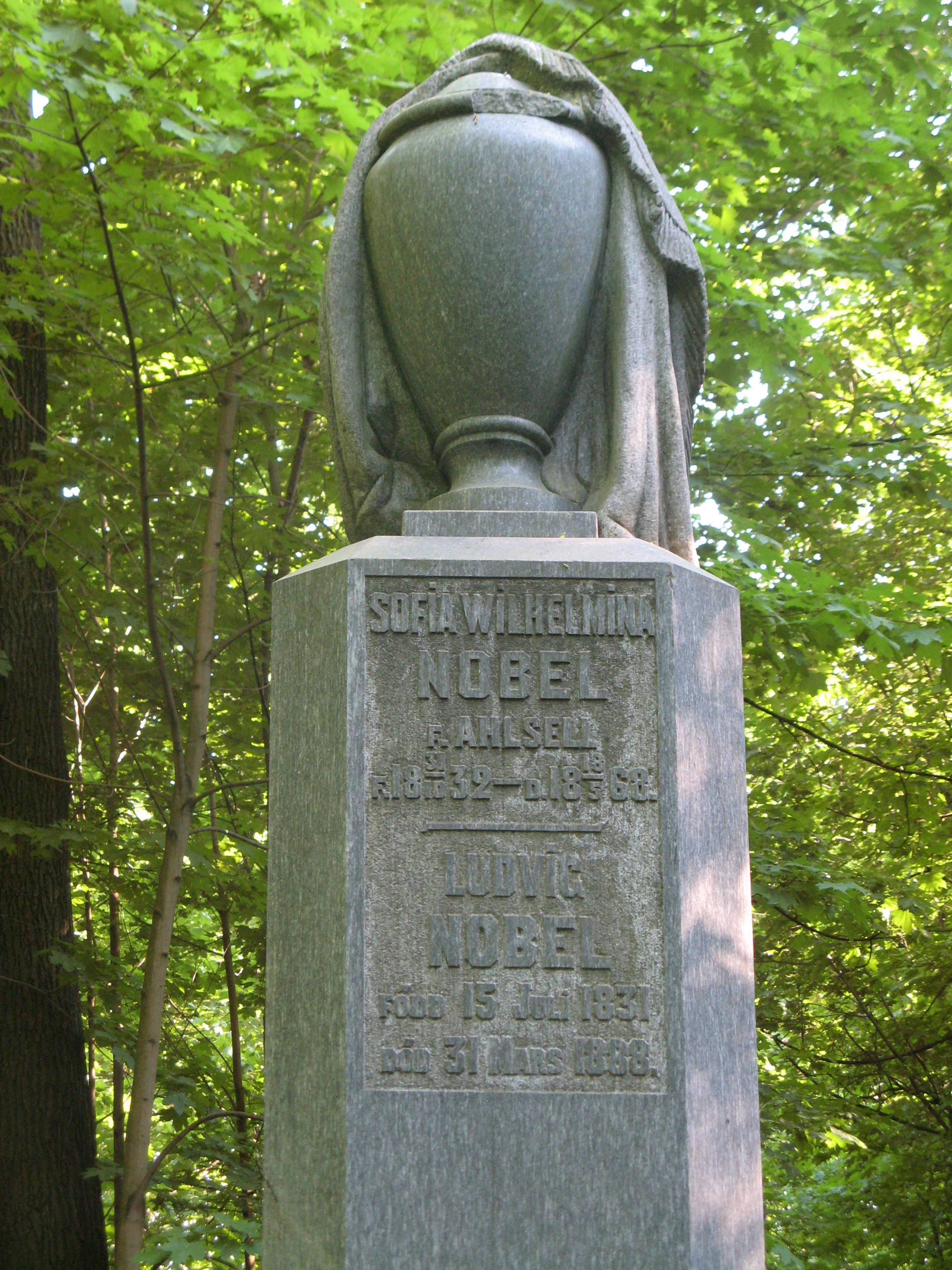
Sépulture de Louis Nobel.

Il se maria en premières noces avec sa cousine Sophie-Wilhelmine Ahlsell en 1858 et en secondes noces avec Edla Collin.
Après sa mort, le fils de Ludvig Nobel, Emanuel, prit la direction de Branobel.
Ludvig Nobel est inhumé au cimetière luthérien de Saint-Pétersbourg, dit cimetière de Smolensk.